# Final Assault
Final Assault, conocido como Chamonix Challenge en Europa, originalmente Bivouac en francés, es una simulación de escalada de montañas distribuida por Infogrames y Epyx en 1987 para Amiga, Amstrad CPC, Apple IIGS, Atari ST, Commodore 64, MS-DOS y ZX Spectrum. El lanzamiento original del juego estaba protegido contra copia.

## Jugabilidad
El jugador selecciona un rastro para conquistar la montaña, luego empaca una mochila para el ascenso y establece la hora de salida. Durante el viaje, el jugador aprende a caminar, saltar rápidamente y usar los suministros de manera efectiva. El jugador puede detener y guardar un juego en progreso.

## Recepción
El juego fue revisado en 1989 en Dragon # 142 por Hartley, Patricia y Kirk Lesser en la columna "El rol de las computadoras". Los críticos dieron el juego 4 de 5 estrellas.